# Vlag van Hamas

Vlag van Hamas (ratio 5:8)

De vlag van Hamas bestaat uit een groene achtergrond (een traditioneel gerespecteerde kleur in de islam) met in het midden de sjahada, een islamitische geloofsbelijdenis, in wit kalligrafisch schrift: Er is geen andere god dan Allah; Mohammed is de boodschapper van Allah.

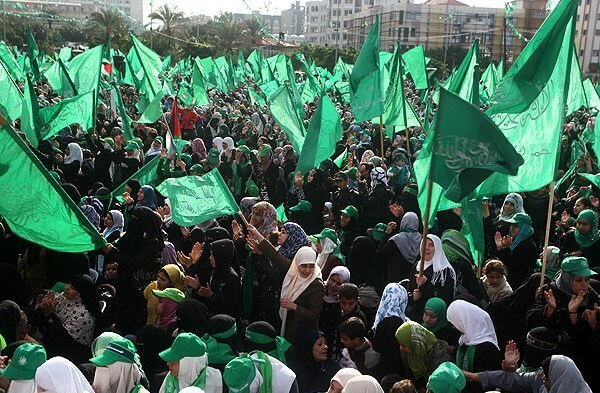
Hamasvlaggen bij de 25e verjaardag in 2012

De vlag is in gebruik sinds 1987.
Hoofdartikel: Vlaggen van de wereld      Portaal: Vlaggen en wapens
Vlaggen van A tot Z · Historische vlaggen · Handelsvlaggen van de wereld · Marinevlaggen van de wereld · Vlaggen van staten met beperkte erkenning · Vlaggen van internationale organisaties · Vlaggen van gebieden met separatistische of irredentistische bewegingen · Vlaggen van hoofdsteden · Vlaggenlijsten per land · Vlaggen van afhankelijke gebieden · Vlaggen van subnationale entiteiten · Vlaggen van gemeenten · Vlaggen van micronaties · Taalvlag
Zie ook: Vexillologie · Vlag · Vlaginstructie · Wimpel